# Gmina Fremont (hrabstwo Fayette)

Położenie Gminy Fremont w hrabstwie Fayette

Gmina Fremont (ang. Fremont Township) – gmina w USA, w stanie Iowa, w hrabstwie Fayette. Według danych z 2000 roku gmina miała 620 mieszkańców, a jej powierzchnia wynosi 95,92 km².